# Fehring

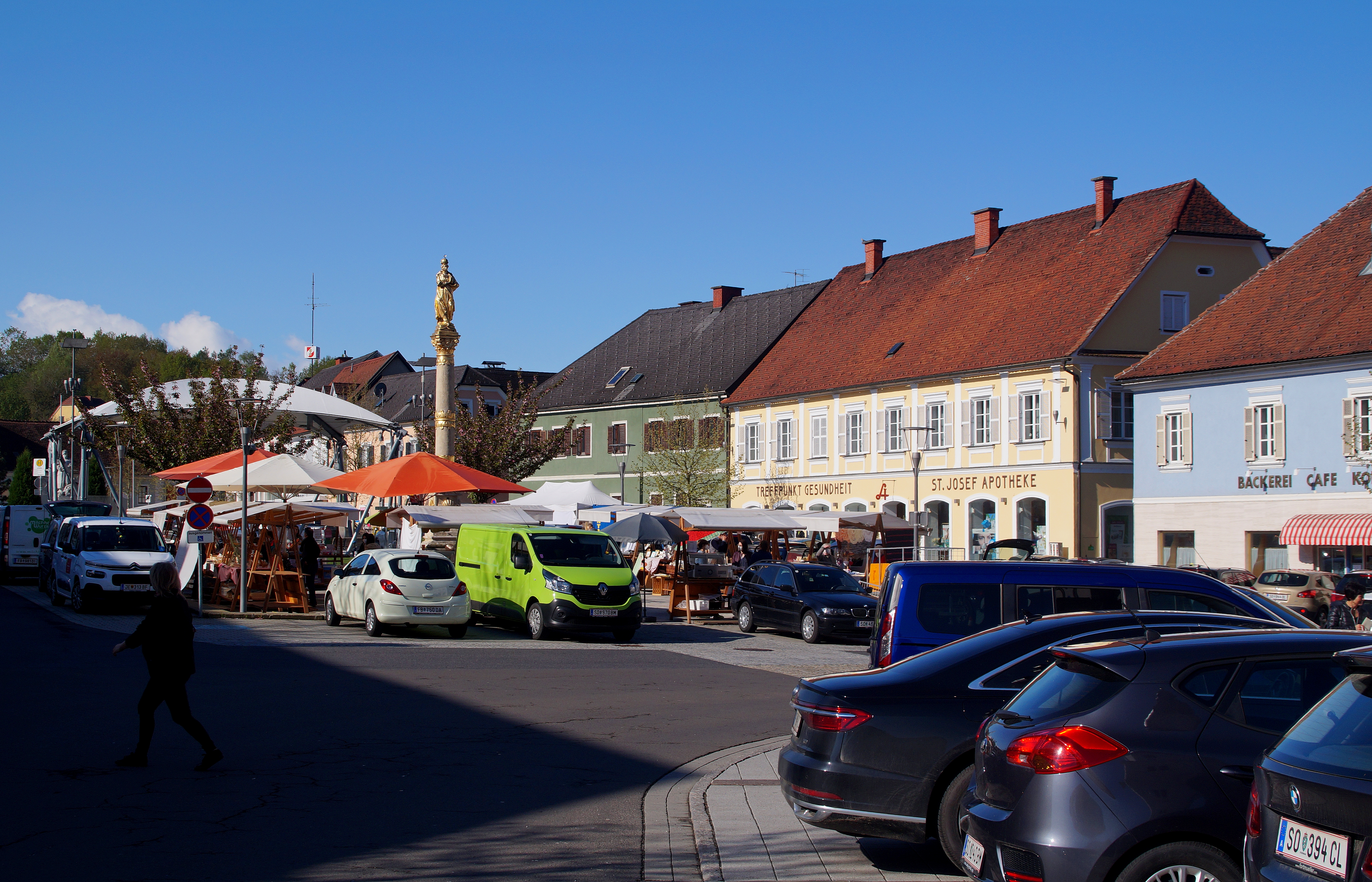
Fehring

Fehring là một đô thị thuộc huyện Feldbach trong bang Steiermark, nước Áo. Đô thị Fehring có diện tích 29,61 km², dân số cuối năm 2005 là 272 người.